# Senti come suona
Senti come suona è un singolo del gruppo rap bolognese Sangue Misto. Fa parte dell'album di debutto SxM del 1994.

## Videoclip
Il video della canzone mostra i componenti del gruppo mentre eseguono la canzone in una stanza, e un breaker che esegue alcuni passi sulle note della canzone. Gran parte del video è caratterizzato da tonalità blu.
Il video era reperibile anche su una VHS di Radio Deejay del 1994, intitolata T.V.T.B. La televisione che non c'è e presentata da Albertino.

## Tracce
1. Senti come suona – 4:10
2. Clima di tensione – 4:04
3. Senti come suona (Strumentale) – 4:10